# Henri Poulain
Henri Poulain (31 août 1912 à Mortain - 20 avril 1987 en Suisse) est un journaliste et écrivain français, engagé politiquement à l'extrême droite, antisémite et collaborationniste. 
Sous l'Occupation, il a notamment dénoncé des personnalités proches de la Résistance dans le journal Je suis partout (parmi lesquelles l'historien Henri Guillemin).

## Biographie
Henri Poulain écrit dans Je suis partout à partir du 22 octobre 1937. Un de ses éditoriaux de 1939 fait la une de Je suis partout sous le titre « La médecine française », où il parle de "L’invasion des médecins juifs", à une époque où la théorie conspirationniste d'extrême droite nommée grand remplacement a pris une partie de ses racines.
Mobilisé en 1939, il devient rédacteur à la radio de Vichy en août 1940 avec Lucien Rebatet. En 1941, il est gérant de Je suis partout dans lequel il tient la rubrique littéraire intitulée « En parlant de leurs livres ».
Il collabore également au Cri du peuple, au Petit Parisien, à La Gerbe, à Révolution Nationale. Après la Libération, il est condamné aux travaux forcés à perpétuité par contumace en 1947. Amnistié en 1953, il devient journaliste à La Tribune de Genève. 
Robert Brasillach dit de lui dans Notre avant-guerre : « C'est un garçon doux que je crois entêté avec l'air timide, qui cultive la flemme, l'amitié, les poètes, qui peut réciter de longues pages de Bagatelles pour un massacre, et qui est un esprit délicieux ».
Il faisait partie du groupe de personnes qui, en janvier 1942, s'en prit, dans la rue, à François Mauriac, lui reprochant d'être « un ami des Juifs ». En 1945, il intervint auprès de Mauriac pour lui demander d'appuyer la demande de grâce de Brasillach, condamné à mort.
Il a aussi été parmi les premiers animateurs de l'Association des amis de Robert Brasillach, créée en 1948.

## Ouvrages publiés
- Entre Céline et Brasillach, Le Bulletin célinien, 2003, édition établie par Arina Istratova, notes et présentation de Marc Laudelout, texte de 1964, avec une étude complémentaire de Marc Laudelout, p. 45-92, la reproduction en fac-similé d’une lettre de Brasillach, et des annexes comprenant un article de Brasillach, p. 95-97, et une lettre de Brasillach à Henri Poulain, p. 103-104  (ISBN 2-9600106-1-2)
- Mireille et les sirènes, roman écrit en collaboration avec Antoine Blondin, signé Patrick Lawrence, Froissart, collection « Mélusine » no 5, 1947[10].